# Phyllopodium multifolium
Phyllopodium multifolium är en flenörtsväxtart som beskrevs av William Philip Hiern. Phyllopodium multifolium ingår i släktet Phyllopodium och familjen flenörtsväxter. Inga underarter finns listade i Catalogue of Life.